# Quarup
El quarup (del kamaiurá kwaryp) és un ritual en honor dels morts il·lustres celebrat pels pobles indígenes de la regió del Xingu al Brasil. El ritu se centra en la figura de Mawutzinin, el demiürg i el primer home del món de la seva mitologia. A l'origen, quarup hauria estat un ritu que pretén recuperar la vida dels difunts.

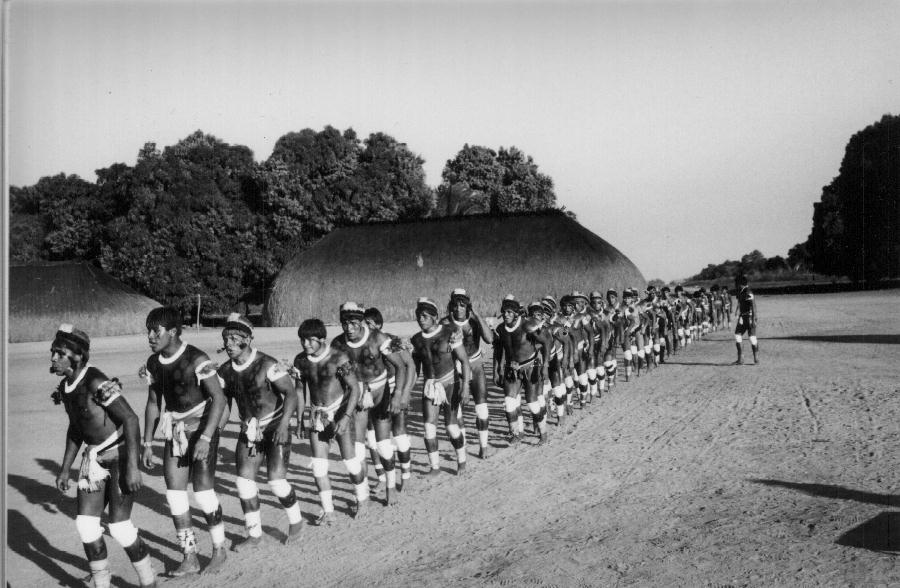
File d'indis es disposen per la cerimònia del quarup

## El mite original
Mawutzinin, que volia recuperar els morts, va entrar a l'arbust i va tallar tres troncs de quarup i els va portar al centre del poble. Allà els va pintar i adornar amb collarets i plomes. Va ordenar que es plantessin els troncs d'arbres a terra, i va trucar dos agoutis i dos gripau cururu per cantar amb ell, i va distribuir peixos i bijus perquè el poble mengés.

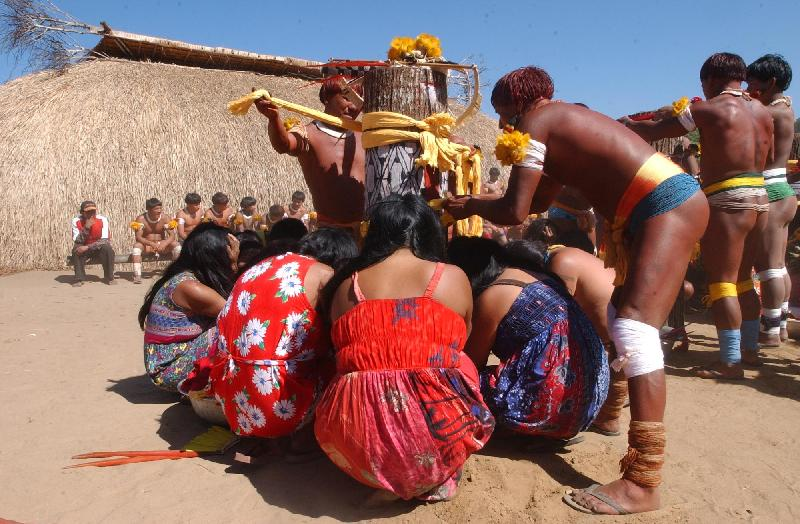
Família plorant un parent mort al quarup

Incréduls, els indis no deixaven de preguntar-se si els troncs es convertirien realment en persones, a la qual cosa Mawutzinin va respondre que sí, els troncs es convertirien en persones. Llavors la gent del poble va començar a pintar-se i a cridar. Quan el cant havia cessat, els indis van voler plorar amb els quarup, perquè representaven els seus morts, però Mawutzinin els va aturar dient que viurien i, per aquest motiu, no es podrien lamentar.

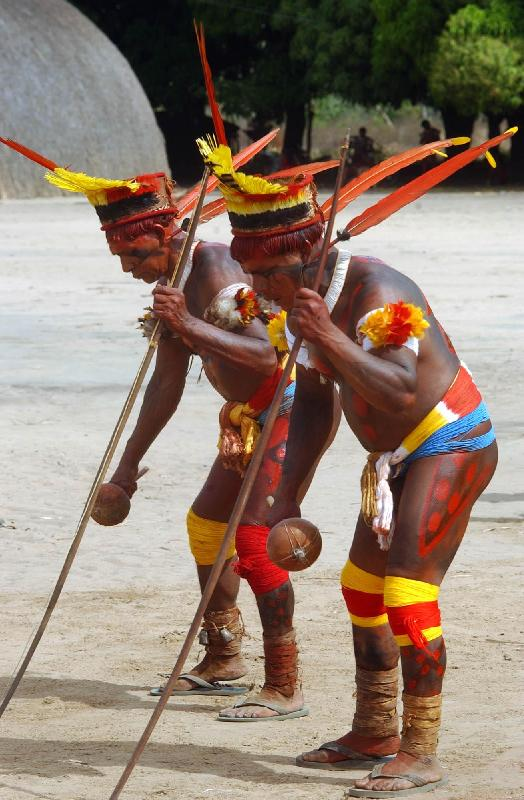
Festa del quarup davant de dos troncs

L'endemà la gent volia veure el quarup, però Mawutzinin no els deixava, dient que tothom hauria d'esperar la transformació una estona més. A la nit els troncs van començar a moure's, com si el vent els sacsejés, i Mawutzinin encara no permetia que la gent els veiés. Els gripaus cururu i l’agouti cantaven perquè tan bon punt es convertissin en persones els troncs anessin al riu a banyar-se.
Quan va arribar el dia, la transformació ja era evident: la meitat dels troncs ja tenien una forma humana. Els cants van continuar, i Mawutzinin va ordenar tots els indis que es retiressin a les seves oques i no se'n anessin. Al migdia, la transformació era gairebé completa i Mawutzinin va trucar a la gent per sortir de les barraques i va fer una gran festa, amb crits d'alegria, però els que havien tingut relacions sexuals durant la nit no tenien permís per sortir. Això només se li va impedir a un indi, però no va poder suportar la curiositat, també se'n va anar, trencant l'encanteri, i el quarup va tornar a ser fusta.
Enutjat, Mawutzinin va dir que a partir d'ara els morts ja no es resuscitarien al quarup, sinó que només seria una festa. Va ordenar que es retiressin els troncs i els tiressin a l’aigua o al mig del bosc, i així es va fer.

## El seu ritual
Ja sigui pel seu llinatge o pel seu lideratge, i és un gran honor atorgat a aquesta persona, que la situa al mateix nivell que els avantpassats que van viure quan Mawutzinin caminava entre els homes i l'incorporava a la història mítica.
Normalment, el ritual comença amb l’arribada de grups d’indis procedents d'altres pobles, que té lloc enmig de moltes danses. Després, alguns indis van al bosc i tallen un tronc de quarup, construeixen una barraca de palla davant de la «Casa dels Homes» i, a sota, van posar el tronc a terra. Aleshores, el tronc rep una decoració, acompanyada d'un cant que lloa el bell aspecte del «morekwat» (cap) a qui es ret homenatje, parlant amb ell com si fos una persona viva.
Després d’aquests preparatius, arriben els indis restants i s'instal·len als afores del poble. Davant del tronc es construeix un foc, hi ha balls i cançons, i un indi de cada grup va al foc a recollir una flama per encendre els focs del grup.
A la nit hi ha el moment de la resurrecció simbòlica del cap honrat, el que és un moment de gran emoció. Llavors els ploramorts comencen el ritual plorant, sense que els cants circumdants siguin interromputs. Als primers raigs de sol de l'endemà, la parada del plor i el cant, els visitants anuncien la seva arribada amb crits i comencen competicions entre els campions de cada tribu, seguides de lluites en grup per als joves.
Aleshores, el «morekwat» del poble que acull els Quarup s'agenolla davant del «morekwat» de cada tribu visitant i, en senyal de benvinguda, li ofereix peixos i biju, que es distribueixen entre els seus.
Després de les lluites huka-huka hi ha un ritual d'intercanvi, "moitará", on cada poble ofereix productes de la seva pròpia especialitat. El ritual acaba amb el llançament del tronc a les aigües.